# Juanlu Sánchez
Juanlu Sánchez, né le 15 août 2003 à Dos Hermanas en Espagne, est un footballeur espagnol qui évolue au poste d'ailier droit au FC Séville.

## Biographie

### Carrière en club
Juanlu Sánchez est formé au Séville FC, où il signe son premier contrat professionnel en août 2019.
Le footballeur fait ses débuts professionnels avec le Séville FC le 15 décembre 2021, étant titulaire lors du match de Coupe d'Espagne contre le CE Andratx (en).
Le 10 avril 2025, Juanlu Sánchez a prolongé son contrat avec le Séville FC, le liant au club jusqu'en juin 2029 au minimum.

### Carrière en sélection
Juanlu Sánchez est international espagnol en équipes de jeunes, ayant notamment joué avec les moins de 19 ans à partir de 2021.

## Statistiques
| Saison                | Club                  | Championnat           | Championnat | Championnat | Championnat | Coupe(s) nationale(s) | Coupe(s) nationale(s) | Coupe(s) nationale(s) | Compétition(s) continentale(s) | Compétition(s) continentale(s) | Compétition(s) continentale(s) | Compétition(s) continentale(s) | Supercoupe de l'UEFA | Supercoupe de l'UEFA | Supercoupe de l'UEFA | Total | Total | Total |
| Saison                | Club                  | Division              | M.          | B.          | P.d.        | M.                    | B.                    | P.d.                  | Comp.                          | M.                             | B.                             | P.d.                           | M.                   | B.                   | P.d.                 | M.    | B.    | P.d.  |
| 2021-2022             | Séville FC            | Liga                  | 1           | 0           | 0           | 1                     | 0                     | 0                     | C1+C3                          | -                              | -                              | -                              | -                    | -                    | -                    | 2     | 0     | 0     |
| 2023-2024             | Séville FC            | Liga                  | 26          | 0           | 2           | 4                     | 1                     | 0                     | C1                             | 6                              | 0                              | 1                              | 1                    | 0                    | 0                    | 37    | 1     | 3     |
| 2024-2025             | Séville FC            | Liga                  | 4           | 1           | 0           | -                     | -                     | -                     | -                              | -                              | -                              | -                              | -                    | -                    | -                    | 4     | 1     | 0     |
| Sous-total            | Sous-total            | Sous-total            | 31          | 1           | 2           | 5                     | 1                     | 0                     | -                              | 6                              | 0                              | 1                              | 1                    | 0                    | 0                    | 43    | 2     | 3     |
| 2023-2024             | CD Mirandés (prêt)    | LaLiga Smartbank      | 37          | 2           | 5           | 1                     | 0                     | 0                     | -                              | -                              | -                              | -                              | -                    | -                    | -                    | 38    | 2     | 5     |
| Sous-total            | Sous-total            | Sous-total            | 37          | 2           | 5           | 1                     | 0                     | 0                     | -                              | 0                              | 0                              | 0                              | 0                    | 0                    | 0                    | 38    | 2     | 5     |
| Total sur la carrière | Total sur la carrière | Total sur la carrière | 68          | 3           | 7           | 6                     | 1                     | 0                     | -                              | 6                              | 0                              | 0                              | 1                    | 0                    | 0                    | 81    | 4     | 7     |

## Palmarès
Avec le Séville FC, Juanlu Sánchez est finaliste de la Supercoupe de l'UEFA en 2023.
En 2024, il est médaillé d'or avec l'Espagne aux Jeux olympiques de Paris.